# Гусева (Белоярский муниципальный округ)
Гусева — деревня в Белоярском районе Свердловской области России. Входит в Белоярский муниципальный округ.
Ранее деревня входила в состав Малобрусянского сельсовета Белоярского района.

## География
Деревня Гусева расположена преимущественно на левом берегу реки Брусянки, в 16 километрах на юго-запад от посёлка Белоярского.

### Часовой пояс
Гусева, как и вся Свердловская область, находится в часовой зоне МСК+2. Смещение применяемого времени относительно UTC составляет +5:00.

## Население
| 2002 | 2010 | 2021 |
| ---- | ---- | ---- |
| 233  | ↘205 | ↗214 |

## Инфраструктура
Деревня разделена на улицы: Вишнёвая, Восточная, Главная, Гоголя, Грибная, Есенина, Ленина, Лесная, Мраморная, Набережная, Надежды, Огородная, Окружная, Полевая, Пушкина, Рассветная, Садовая, Солнечная, Сосновая, Удачная, Цветочная, Южная, Яблоневая, Ясная, Вознесенская, Троицкая, Покровская, Петровская, Александровская, Екатерининская, Гагарина; переулок Средний, проезд Лисий и садоводческое некоммерческое товарищество «Гусево».